# Itaúba (Mato Grosso)
Itaúba é um município brasileiro do estado de Mato Grosso. Localiza-se no norte mato-grossense, distando 569 km de Cuiabá, a capital do estado. Ocupa uma área de 4 521,790 km², e sua população no censo de 2022 do Instituto Brasileiro de Geografia e Estatística era de 5.020 habitantes, sendo o 104.º município mais populoso do estado.
A sede tem uma temperatura média anual de 24 ºC. O seu Índice de Desenvolvimento Humano (IDH) foi inferido em 0,690 no ano de 2010, considerado como médio pelo Programa das Nações Unidas para o Desenvolvimento (PNUD). Seu Produto Interno Bruto (PIB) foi estimado em R$ 419,029 milhões no ano de 2021. O PIB per capita era o 26.º maior do estado e o 148.º do país no mesmo ano. O setor primário é predominante na economia local, correspondendo a aproximadamente 63% do valor adicionado bruto. Em 2010, a taxa de atividade econômica era de 69,59% entre os maiores de dezoito anos, enquanto o salário médio em 2021 foi de 2,4 salários mínimos.
O município foi formado devido à construção da BR-163 no início dos anos 1970. Seu nome faz referência à árvore Itaúba (Mezilaurus itauba). Foi estabelecido como distrito de Chapada dos Guimarães em 18 de setembro de 1977 e tornou-se município em 13 de maio de 1986, desmembrando-se de Colíder.

## História
A formação do município se deve à construção da BR-163, no início dos anos 1970. Seu nome homenageia a árvore Itaúba (Mezilaurus itauba), a qual produz uma madeira considerada forte e resistente. Por tal razão, se presume que seus fundadores desejavam transmitir a ideia de que o povo da nova localidade possuía uma postura decidida e firme.
De acordo com a narrativa histórica fornecida pela Prefeitura, "os principais colonizadores do atual Município de Itaúba foram os irmãos Bedin, Catarinenses de Abelardo Luz, que, em 1973, adquiriram terras com o fito expresso de explorar madeiras, beneficiá-las e em seguida abrir pastagens, em seguida vieram Erci Vicente dos Santos, Getúlio Gelioli, Jorge Strapazzon, João Pelechatti e outros. Eles lançaram a semente do núcleo de povoamento do que seria a cidade de Itaúba."
Em 18 de setembro de 1977, foi estabelecido como um distrito administrativo do município de Chapada dos Guimarães. Foi transformado em município por intermédio da Lei Estadual n.º 5.005, de 13 de maio de 1986, cujo território foi desmembrado de Colíder.

## Geografia
O município está localizado na região norte do estado de Mato Grosso, estando distante a 569 quilômetros de Cuiabá, capital estadual. Situa-se a 11º3'42" de latitude sul e 55º16'38" de longitude oeste. Com uma área de 4.521,790 km², limita-se com os municípios de Cláudia, Colíder, Nova Canaã do Norte, Nova Santa Helena, Sinop e Tabaporã.  De acordo com a divisão do Instituto Brasileiro de Geografia e Estatística, pertence às Regiões Geográficas Intermediária de Sinop e Imediata de Sinop.
A altitude média do município é de 335 metros acima do nível do mar, com mínima de 241 metros e máxima de 508 metros. O território é composto integralmente pelo bioma Amazônia. O clima é equatorial quente e úmido, com temperatura média anual de 24°C. Com índice de pluviosidade anual de 2.500 mm, a intensidade máxima ocorre nos meses de janeiro, fevereiro e março. Pertence à bacia hidrográfica do Rio Amazonas.

## Demografia
Em 2022, a população do município foi contada pelo Instituto Brasileiro de Geografia e Estatística em 5.020 habitantes. Dos 142 municípios de Mato Grosso, era o 104.º mais populoso. De acordo com o censo daquele ano, 2.584 (51,5%) habitantes eram homens e 2.436 (48,5%) mulheres.
Conforme a pesquisa de autodeclaração do censo do IBGE de 2022, a população era composta por 2.532 pardos (50,4%), 1.984 brancos (39,5%), 494 pretos (9,8%), 8 amarelos (0,15%) e 2 indígenas (0,04%). Em relação à pirâmide etária, 3.419 (68,1%) pessoas tinham entre 15 a 64 anos da idade, 1.193 (23,8%) menos de 15 anos e 408 (8,1%) mais de 65 anos. Não haviam centenários, sendo que a pessoa mais idosa tinha menos de 95 anos de idade.
O Índice de Desenvolvimento Humano Municipal (IDH-M) de Gaúcha do Norte, de 0,690 em 2010, era considerado médio pelo Programa das Nações Unidas para o Desenvolvimento (PNUD). O mesmo indicador havia sido apurado em 0,511 em 2000. Considerando-se apenas o índice de educação, o valor é de 0,569, sendo o de longevidade 0,809 e o de renda 0,714. O coeficiente de Gini, que mede a desigualdade social, era de 0,58, sendo que 1,00 é o pior número e 0,00 é o melhor. A taxa de mortalidade infantil era de 17,70 e a expectativa de vida era de 73,53 anos.

## Política e administração
O Poder Executivo do município é chefiado pelo prefeito. Em 2024, existiam sete secretarias municipais, quais sejam: Agricultura, Desenvolvimento, Meio Ambiente e Turismo; Assistência Social e Cidadania; Controle Interno; Educação, Cultura, Esporte e Lazer; Obras, Transportes e Serviços Urbanos; Planejamento, Fazenda e Administração; e Saúde e Saneamento. Desde janeiro de 2021, o executivo é comandado por Antônio Ferreira de Oliveira Neto, enquanto o vice-prefeito é Douglas Aziliero. Ambos foram eleitos em novembro de 2020 com 1.185 votos (38,64%).
O Poder Legislativo é representado pela Câmara Municipal de Vereadores, da qual integram nove vereadores. O legislativo é dirigido pelo presidente, o qual compõe a mesa diretora juntamente com o vice-presidente e dois secretários. Cabe à casa elaborar e votar leis fundamentais à administração e ao Executivo, além de fiscalizá-lo. Em 2024, todos os vereadores em exercício eram homens.
O município é jurisdicionado pela Comarca de Itaúba, do Tribunal de Justiça de Mato Grosso. A comarca foi instalada em 2 de fevereiro de 2007, com a criação de uma vara única.
Na política nacional, o derrotado Jair Bolsonaro (PL) obteve 2.057 votos (68,91%) no segundo turno da eleição presidencial de 2022, superando o presidente eleito Luiz Inácio Lula da Silva (PT), o qual recebeu 928 votos (31,09%). Para o governo de Mato Grosso, Mauro Mendes (UNIÃO) angariou 1.814 votos (69,42%), enquanto Wellington Fagundes (PL) conseguiu 1.487 votos (63,17%).
| Ano  | Eleitorado | Candidato eleito            | Votos - %      | Segundo colocado     | Votos - %      | Outros       | Votos brancos e nulos |
| ---- | ---------- | --------------------------- | -------------- | -------------------- | -------------- | ------------ | --------------------- |
| 2020 | 4.189      | Antônio Oliveira Neto - PDT | 1.185 - 38,64% | Antônio Biotto - DEM | 1.177 - 38,38% | 705 - 22,99% | 140 - 4,36%           |
| 2016 | 4.252      | Valcir Donato - PV          | 2.192 - 69,13% | Rosana - PTB         | 979 - 30,87%   | -            | 200 - 5,93%           |
| 2012 | 3.951      | Zanon - PSD                 | 1.774 - 100%   | Rosana da Estância   | 0              | -            | 1.363 - 6,25%         |
| 2008 | 3.958      | Zanon - PP                  | 1.845 - 72,52% | Valdir Donato - PV   | 699 - 27,48%   | -            | 160 - 4,85%           |
| 2004 | 3.936      | Levino Heller - PPS         | 1.652 - 52,90% | Zanon - PSDB         | 1.471 - 47,10% | -            | 179 - 5,21%           |
| 2000 | 3.706      | Valdir Donato - PFL         | 1.699 - 57,05% | Udo Heller - PMDB    | 1.279 - 42,95% | -            | 158 - 5,04%           |

| Ano  | Eleitorado | Primeiro colocado                | Votos - %      | Segundo colocado               | Votos - %      | Outros       | Votos brancos e nulos |
| ---- | ---------- | -------------------------------- | -------------- | ------------------------------ | -------------- | ------------ | --------------------- |
| 2022 | 4.231      | Jair Bolsonaro - PL              | 2.057 - 68,91% | Luiz Inácio Lula da Silva - PT | 928 - 31,09%   | -            | 45 - 1,49%            |
| 2018 | 4.137      | Jair Bolsonaro - PSL             | 1.724 - 66,44% | Fernando Haddad - PT           | 871 - 33,56%   | -            | 92 - 3,42%            |
| 2014 | 3.929      | Dilma Rousseff - PT              | 1.601 - 64,04% | Aécio Neves - PSDB             | 897 - 35,91%   | -            | 67 - 2,61%            |
| 2010 | 3.919      | José Serra - PSDB                | 1.417 - 57,16% | Dilma Rousseff - PT            | 1.062 - 42,84% | -            | 79 - 3,09%            |
| 2006 | 3.877      | Geraldo Alckmin - PSDB           | 1.765 - 66,88% | Luiz Inácio Lula da Silva - PT | 874 - 33,12%   | -            | 74 - 2,73%            |
| 2002 | 3.892      | Luiz Inácio Lula da Silva - PT   | 1.254 - 50,16% | José Serra - PSDB              | 1.246 - 49,84% | -            | 99 - 3,81%            |
| 1998 | 3.632      | Fernando Henrique Cardoso - PSDB | 1.559 - 79,91% | Luiz Inácio Lula da Silva - PT | 193 - 9,89%    | 199 - 10,20% | 537 - 21,58%          |

## Economia
O Produto Interno Bruto (PIB) de Nova Olímpia foi estimado em R$ 419,029 milhões no ano de 2021. Era o 89.º município com maior PIB do estado de Mato Grosso e o 1.970º do Brasil. O PIB per capita era de R$ 116.106,91, o 26.º maior do estado e 148.º do país.
O setor primário é o mais relevante para a economia municipal. O valor adicionado bruto da agropecuária era de R$ 263,415 milhões, no ano de 2021.
O valor adicionado bruto da indústria era de R$ 41,840 milhões, no mesmo ano.
O setor da administração pública participava com 8,8% do valor adicionado bruto e dos serviços com 14,3%, ou R$ 56,842 milhões em 2021.
Em 2010, 69,59% da população maior de dezoito anos era economicamente ativa, enquanto a taxa de desocupação era de 5,40%. O salário médio foi aferido em 2,4 salários mínimos no ano de 2021.
Em 2017, as receitas orçamentárias do município eram de R$ 30,885 milhões, enquanto os gastos orçamentários somavam R$ 26,143 milhões.